# Петров Борис Миколайович (футболіст)
Борис Миколайович Петров (рос. Борис Николаевич Петров; 6 квітня 1938, Москва, РРФСР — 31 серпня 2020) — радянський російський футболіст, нападник. Майстер спорту СРСР з 1990 року.

## Кар'єра гравця
Вихованець СК «Метробуд» (Москва). Футбольну кар'єру розпочав у клубі «Хімік» (Дніпродзержинськ). Наприкінці 1957 року перейшов до кіровоградської «Зірки». У 1962 році повернувся до Москви, де захищав кольори «Спартака» та ЦСКА. У 1964 році був відправлений до одеського СКА. Після завершення військової служби в 1965 році підсилив склад московського «Локомотива». Влітку 1969 року знову повернувся до «Зірки», в складі якої 1971 року завершив кар'єру гравця.

## Кар'єра тренера
Розпочав тренерську діяльність по завершенні кар'єри гравця. Спочатку працював асистентом головного тренера у клубі «Зірка» (Кіровоград), а з липня 1974 року й до його завершення був головним тренером «Зірки». У 1975 році працював у тренером у ДЮСШ «Локомотив» (Москва), а потім допомагав тренувати першу команду «Локомотива». У 1984 році повернувся до кіровоградської «Зірки», де зайняв посаду технічного директора, а липні 1986 року був призначений на посаду головного тренера клубу, яким керував до листопада 1986 року. Потім повернувся до роботи з дітьми в ДЮСШ «Локомотив» (Москва). У 1992 році перейшов на роботу в ДЮСШ «Трудові резерви» (Москва).